# Pregača (slobodno zidarstvo)
Pregača (engl. Apron; fran. tablier) je odjevni predmet koji slobodni zidari nose oko struka. Slobodni zidari nose pregače kao simbol sjećanja na srednjovjekovne klesare koji su gradili dvorce i katedrale. Pregača, često ukrašena simbolima i motivima koji nose duboko simboličko značenje, ima ključnu ulogu u slobodnom zidarstvu.
U prošlosti, tradicionalna pregača klesara štitila ih je od letećih komadića kamena tijekom rada. Te pregače bile su velike i izrađene od izdržljive kože. Danas, za moderne slobodne zidare, pregača je isključivo ceremonijalnog karaktera, a njezin izgled i ukrasi služe kao pokazatelj napredovanja u stupnjevima unutar bratstva. Ona nije samo zaštitni predmet, već i simbol osobnog razvoja i postignuća u masonskoj organizaciji.
U svojim počecima bila je jednostavna građevinska pregača bez ikakvih ukrasa, karakteristična za obrtnike slobodne zidare. Kasnije ju je zamijenila pregača izrađena od bijele ovčje kože, koja se zadržala kao standard i u današnje vrijeme. Svaki inicirani slobodni zidar prilikom primanja u bratstvo dobiva bijelu pregaču, koju nosi tijekom rituala u loži, čime se simbolički povezuje s tradicijom čestitog rada i moralne čistoće.
U mnogim slobodnozidarskim sustavima pregača je potpuno bijela, a njezina boja, kao i boja rukavica, simbolizira visoke etičke standarde kojima je slobodni zidar posvetio sebe i svoje postupke.
U određenim sustavima, stražnja strana pregače može biti crna, ukrašena lubanjom, što simbolizira dualnost života i smrti, odnosno dobra i zla. Ova simbolika odgovara šahovskoj ploči, koja predstavlja suprotstavljene sile etički ispravnog i moralno osuđujućeg djelovanja.
U nekim slučajevima, pregače su potpuno bijele samo u stupnju učenika, dok u višim stupnjevima mogu imati različite boje rubova, ukrase i simbole. Već u ranim fazama slobodnog zidarstva, članovi loža su težili stalnom unapređivanju dizajna svojih pregača. Prvi poznati kodeks odijevanja uveo je britanski prirodoslovac John Theophilus Desaguliers već 1731. godine. U europskim ložama, pregače često imaju plavi obrub i ukrašene su s do tri ruže na vrpci, koje simboliziraju odgovarajući stupanj.

## Prikaz različitih pregača
- Škotski obred
- Yorčki obred
- Ispravljeni škotski obred
- Standardni škotski obred
- Schröderov obred
- Švedski obred
- Stara pregača u Francuskom obredu